# Гоф, Эми
Эми Гоф (англ. Amy Gough, 24 августа 1977, Уильямс-Лейк, Британская Колумбия) — канадская скелетонистка, выступающая за сборную Канады с 2006 года. Участница зимних Олимпийских игр в Ванкувере, неоднократная призёрша национального первенства.

## Биография
Эми Гоф родилась 24 августа 1977 года в городе Уильямс-Лейк, провинция Британская Колумбия. Активно заниматься скелетоном начала в возрасте двадцати пяти лет, в 2006 году прошла отбор в национальную сборную и стала принимать участие в различных международных соревнованиях. На этапах взрослого Кубка мира дебютировала в сезоне 2006/07, заняв в общем зачёте седьмое место, кроме того, впервые поучаствовала в заездах взрослого чемпионата мира, показав на трассе швейцарского Санкт-Морица четвёртый результат программы состязаний смешанных команд по бобслею и скелетону. В следующем сезоне боролась за обладание вновь учреждённым Межконтинентальным кубком, одержала победу на шести этапах, но в итоге была только третьей.
На чемпионате мира 2009 года в американском Лейк-Плэсиде пришла к финишу десятой, а после завершения всех кубковых этапов расположилась в мировом рейтинге сильнейших скелетонисток на тринадцатой строке. Благодаря череде удачных выступлений Гоф удостоилась права защищать честь страны на зимних Олимпийских играх 2010 года в Ванкувере, планировала побороться здесь за медали, поскольку была очень хорошо знакома с этой домашней трассой, однако впоследствии финишировала лишь седьмой. В следующем сезоне добралась в общем зачёте Кубка мира до пятой позиции, тогда как на мировом первенстве в немецком Кёнигсзее была седьмой. На чемпионате мира 2012 года в Лейк-Плэсиде показала двенадцатое время, при этом в кубковом рейтинге разместилась на шестой строке.